# توموهيرو ياموتشي
توموهيرو ياموتشي (باليابانية: 山内 智裕) (5 سبتمبر 1987 في كاغوشيما في اليابان – )؛ هو لاعب كرة قدم ياباني سابق كان يلعب كمدافع.

## وصلات خارجية
- توموهيرو ياموتشي على موقع رابطة كرة القدم اليابانية للمحترفين (اليابانية)
- توموهيرو ياموتشي على موقع Soccerway.com (الإنجليزية)